# 陳龍光
陳龍光（？—？），字伯爲，號莱玉，云南临安府石屏州人，明朝政治人物。

## 生平
万历二十二年（1594年）甲午科云南乡试举人，三十二年（1604年），登甲辰科进士，礼部觀政，三十三年授济南府推官，三十八年升南兵部主事，三十九年调南文选主事，四十年升考功郎中，四十六年升湖广副使。天启元年升四川右参政，三年十一月录川贵捣巢解围功，加升一级。五年升山东右布政。崇祯元年升江西左布政，二年被削籍为民。